# Отпадник
Отпадник је, хронолошки, други роман у трилогији Време зла, српског књижевника Добрице Ћосића, штампан 1986. године. Роман, као и његов претходник, Грешник, прати животе Ивана Катића, Петра Бајевића, али превасходно Богдана Драговића, Ивановог зета, од његовог одласка у СССР почетком тридесетих година 20. века, до повратка у Југославију, осуђеног од стране СКПБ-а за троцкизам.
У роману је представљен велики број историјских личности, попут Ангаретиса, Димитрова, Беле Куна, Коларова и Вујковића.